# Goutte d'Or
De Goutte d'Or is een wijk in het noorden van Parijs, gelegen in het 18e arrondissement. De wijk is afgebakend door de Rue des Poissonniers aan de westzijde, de Boulevard de la Chapelle aan de zuidzijde, de gemeentegrens met Saint-Denis aan de noordzijde, en Rue de la Chapelle en Rue Marx-Dormoy aan de oostzijde. Er wonen ongeveer 28.000 mensen in deze wijk. De naam, letterlijk de gouden druppel, is afkomstig van de kleur van de wijn van de wijngaarden die hier voorheen stonden.
Deze wijk, gelegen op de oostelijke helling van Montmartre is een van de meest cosmopolitisch ingestelde en heterogene wijken van Parijs. Het aandeel immigranten ligt rond 30% van de bevolking (tegen ongeveer 17,5% voor de rest van Parijs). Naast de Europese immigranten kent de wijk een grote groep migranten uit de Maghreb, en een grote groep immigranten uit Afrika bezuiden de Sahara. Veel Ceylonesen wonen in de Rue Labat. De wijk staat bekend om z'n markten: de Marché Barbès onder het metro viaduct aan de zuidkant; de Marché Dejean naast het metrostation Château Rouge, waar naast de gebruikelijke groentestalletjes Afrikaanse vrouwen op straat kolanoten verkopen. Daarnaast was er een levendige handel in crack in het zuidelijk deel van de wijk, maar door de opkomende gentrificatie is dit een enigszins uitstervend verschijnsel.

De wijk wordt ook gekenmerkt door een veelzijdig uitgaansleven. De theaters zijn geconcentreerd in de Rue Leon, en overal in de wijk bevinden zich cafés en bars. Er worden vaak straatfeesten en festivals georganiseerd, waarvan het festival de Goutte d'Or in juli het grootste is.
De woningvoorraad in de wijk is de laatste jaren stevig aangepakt, en er is nieuwbouw gepleegd waarbij ernaar gestreefd werd een mix van sociale en commerciële woningen op te nemen. Een neveneffect hiervan is een sterk toenemende gentrificatie: de Goutte d'Or is een van de laatste buurten in Parijs waar middenklasse gezinnen zich een appartement kunnen veroorloven.
In de 19e en 20e eeuw is de Goutte d'Or altijd een volksbuurt geweest. De roman l'Assommoir van Émile Zola, waarin het beeld wordt geschetst van een door alcoholisme geteisterd getto waaruit geen ontsnapping mogelijk is, speelt zich in deze buurt af.
Dat het woelige karakter van de buurt nog niet helemaal is verdwenen is blijkt wel uit het feit dat er in begin 2005 nog rellen in de buurt waren (niet te verwarren met de rellen in de banlieue in het najaar van 2005) na een ongelukkig politieoptreden.
De buurt is bereikbaar met de metrolijnen 2 (Barbès-Rochechouart en La Chapelle), 4 (Barbès-Rochechouart, Château Rouge, Marcadet-Poissonniers) en 12 (Marcadet-Poissonniers).